# John C. Waldron
John Charles Waldron (Fort Pierre, 24 agosto 1900 – Midway, 4 giugno 1942) è stato un aviatore statunitense, ufficiale pilota della Marina degli Stati Uniti;
combatté nella cruciale battaglia delle Midway, guidando i suoi aerosiluranti TBD Devastator del Torpedo Squadron 8 (VT-8) contro la flotta della Marina imperiale giapponese. Fu abbattuto e ucciso durante questo scontro aeronavale insieme a tutti gli altri componenti della sua squadriglia..

## Biografia

### Prima della guerra
Originario di Fort Pierre nello stato del Dakota del Nord, proveniente da una famiglia con una parziale discendenza Sioux, John C. Waldron si diplomò all'Accademia Navale di Annapolis nel 1924 e conseguì il brevetto di pilota navale nel 1927 alla Naval Air Station Pensacola. Volò con i VT-1S e VT-9S e poi tornò come istruttore all'Accademia Navale. Nel luglio del 1931 prese servizio sulla portaerei USS Lexington con lo Scouting Squadron 3B.

### Battaglia delle Midway

I piloti dello VT8 (Torpedo Squadron 8, della portaerei Hornet), che venne completamente distrutto nel primo attacco; il comandante John C. Waldron è il terzo uomo in piedi in seconda fila.

Durante la battaglia delle Midway, John Waldron era al comando dello squadrone aerosiluranti della portaerei USS Hornet (il Torpedo Squadron 8 - VT8) con cui prese parte ai primi attacchi, la mattina del 4 giugno 1942, contro la squadra navale portaerei dell'ammiraglio Nagumo.
Alle ore 7.02 ebbe inizio il decollo della formazione d'attacco della Task Force 16 statunitense, avente come bersaglio la squadra giapponese; entro le ore 8.06 presero il volo 116 aerei delle portaerei USS Enterprise e USS Hornet. Le varie squadriglie mancavano di coordinamento e finirono quindi per attaccare separatamente, non permettendo ai caccia di coprire i bombardieri e gli aerosiluranti. I 15 aerosiluranti TBD Devastator del VT8 comandati dall'allora Lieutnenant Commander Waldron deviarono (grazie ad una felice intuizione del loro comandante) a nord dalla rotta stabilita e individuarono casualmente alcune scie di cacciatorpediniere giapponesi che li condussero al grosso della flotta nemica. Questo permise fortunosamente alla maggior parte delle formazioni aeree americane di raggiungere l'obiettivo, ma provocò ulteriore confusione e disgregò la tattica e la successione degli attacchi.
In particolare gli altri due squadroni della Hornet (i bombardieri del VB8 e soprattutto i caccia di scorta del VF8) mantennero la rotta stabilita verso sud e, non avendo trovato traccia del nemico, fecero infine ritorno alla loro portaerei, perdendo completamente di vista il gruppo di Waldron che quindi rimase del tutto isolato dal resto delle squadriglie americane.

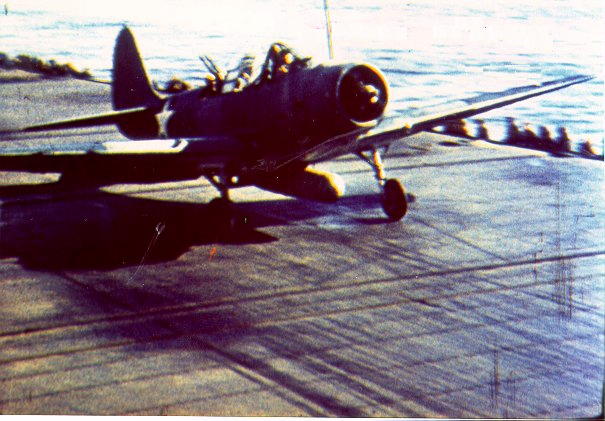
L'aerosilurante Douglas TBD Devastator pilotato dal comandante Waldron decolla dalla portaerei Hornet il 4 giugno 1942, per dirigere verso la squadra navale giapponese durante la battaglia delle Midway. Non tornerà mai più.

Finalmente, alle ore 9.30, gli aerosiluranti del comandante Waldron (VT8 - Torpedo Squadron 8, portaerei Hornet) giunsero in vista della squadra navale giapponese, scesero a bassa quota e passarono subito all'attacco, nonostante la totale mancanza di copertura da parte dei caccia e l'assenza di altre squadriglie americane, puntando sulla portaerei Akagi. Nonostante il coraggio dei piloti americani e del loro comandante John Waldron, le speranze di successo erano poche: bersagliati da un intenso fuoco contraereo e attaccati subito da numerosi Zero delle pattuglie di protezione sopra le portaerei che, guidate dai tenenti di vascello Ayao Shirane (portaerei Akagi) e Shigeru Mori (portaerei Hiryū), si lanciarono dall'alto all'inseguimento degli aerei nemici, tutti e 15 i TBD Devastator furono abbattuti, i pochi siluri lanciati mancarono i bersagli, Waldron fu ucciso e dei 30 uomini degli equipaggi, scampò solo il pilota George H. Gay.
Il capitano di corvetta Waldron indubbiamente mostrò grande temerarietà e ostinazione nel suo tentativo di attacco solitario nonostante la situazione tattica gravemente sfavorevole e gli equipaggi americani vennero decimati senza ottenere risultati concreti, tuttavia il coraggio di Waldron e dei suoi uomini impegnò a fondo i caccia di copertura giapponesi, li costrinse a consumare preziose scorte di carburante e in parte ne scompigliò la formazione favorendo i successivi attacchi dei bombardieri americani.
Per questo sfortunato valore il Torpedo squadron 8 ottenne la Presidential Unit Citation dal presidente Roosevelt e il capitano Waldron ricevette alla memoria la Navy Cross.
Inoltre, in onore dell'impavido comandante John C. Waldron, fu varato e completato il cacciatorpediniere USS Waldron